# ام‌اس کریستال
ام‌اس کریستال (به انگلیسی: MS Cristal) یک کشتی است که طول آن ۱۴۵٫۱۸ متر (۴۷۶ فوت ۴ اینچ) می‌باشد. این کشتی در سال ۱۹۸۰ ساخته شد.